# Cadillac XTS
Cadillac XTS — повнорозмірний седан американської компанії Cadillac.

## Опис

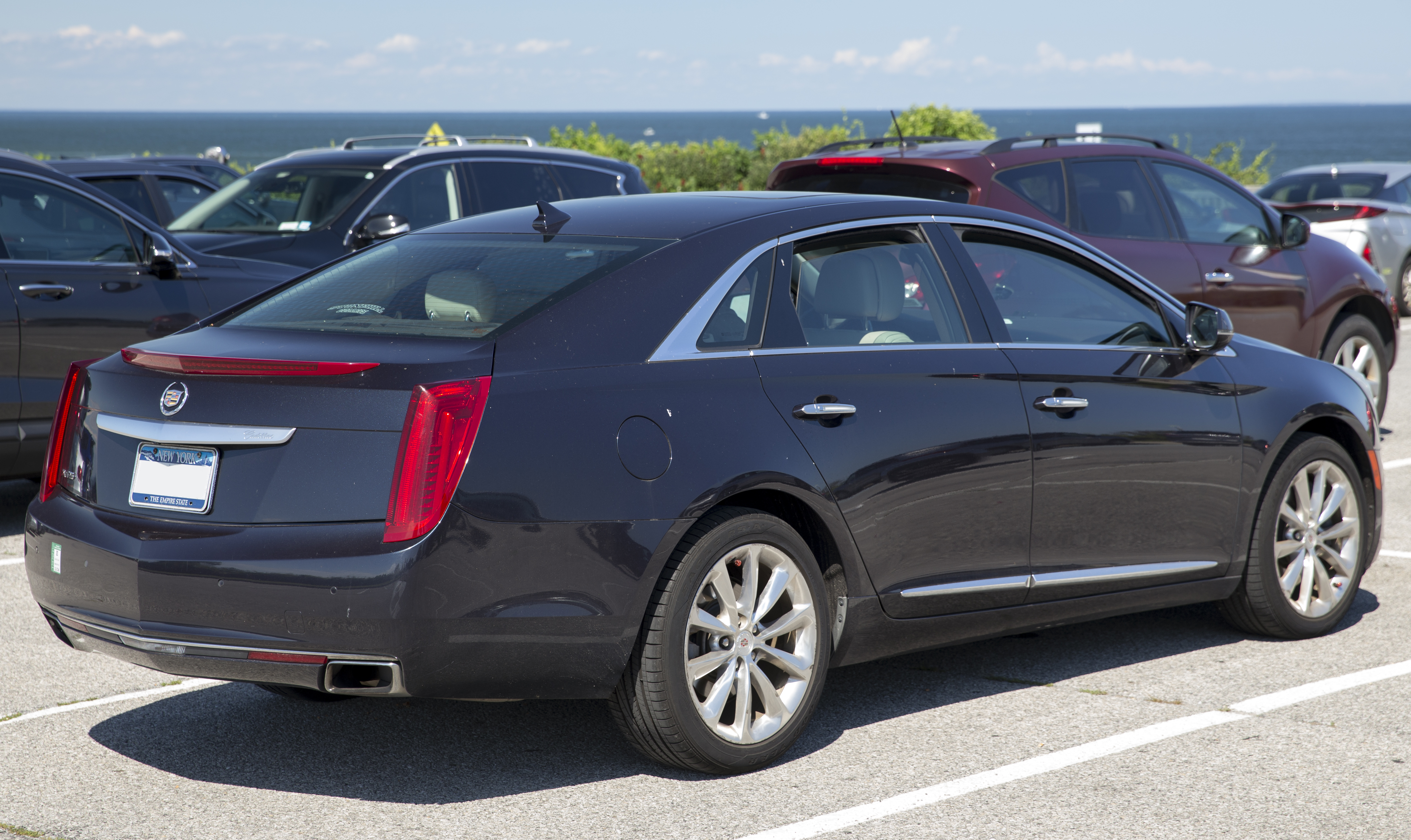
Cadillac XTS

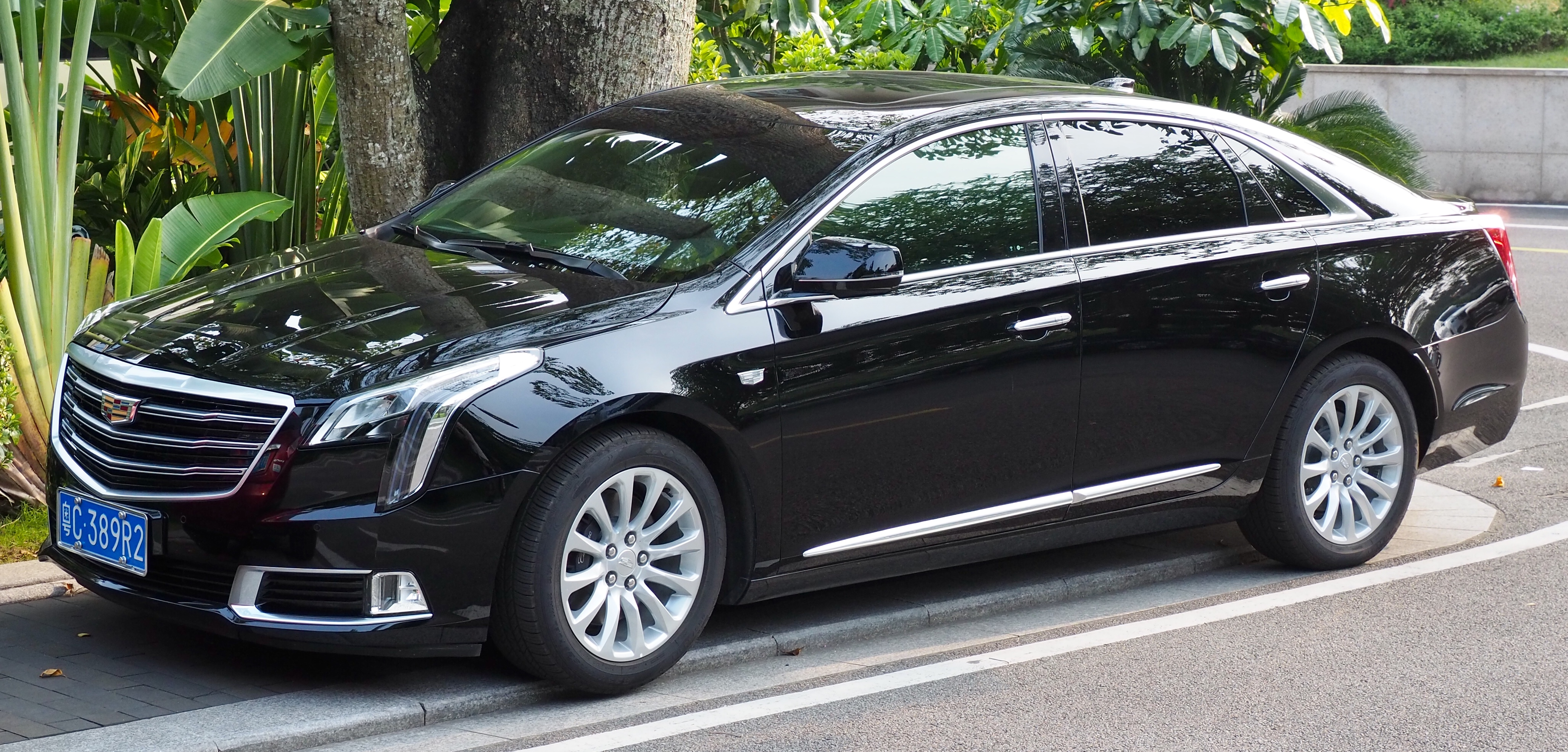
Cadillac XTS (з 2018)

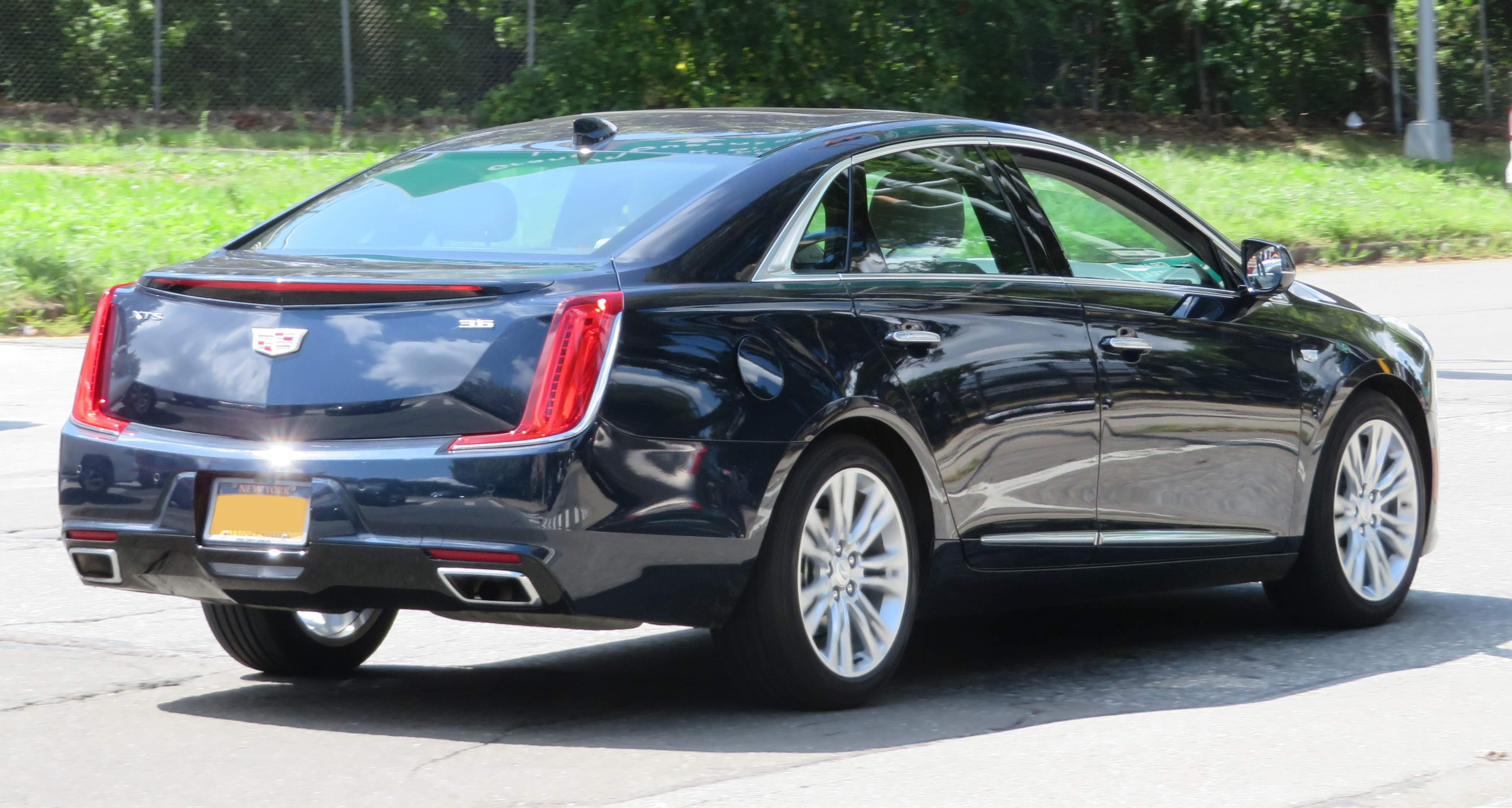
Cadillac XTS (з 2018)

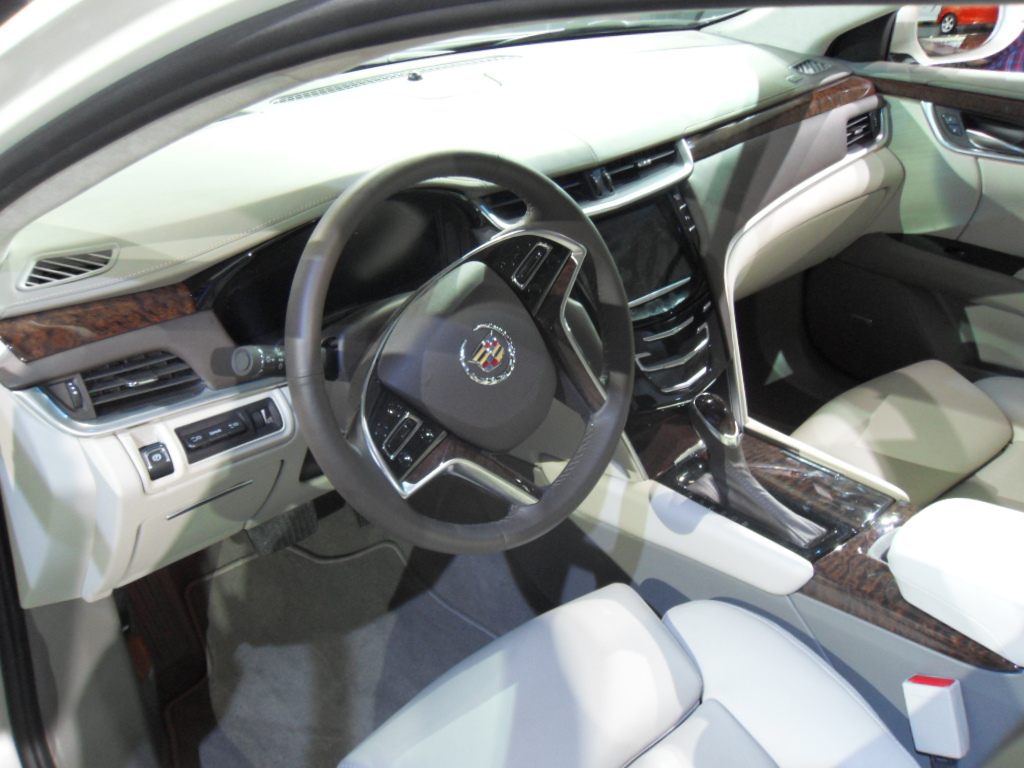
Cadillac XTS

Компанія Cadillac представила на Детройтському мотор-шоу розкішну модель, яка змінила величезні седани STS і DTS. Залишившись при стовідсотково пізнаваному фірмовому стилі, майбутній флагман, який до того ж оснащений гібридним силовим агрегатом, втілює в собі особливий підхід до сучасного дизайну та комунікації між людиною і електронними системами в автомобілі.
За основу концепту XTS джіемівці взяли платформу Epsilon II, розтягнули колісну базу на десяток сантиметрів (до 2837 мм) і злегка розширили передню та задню колії (до 1598 і 1594 мм відповідно). У результаті довжина седана дорівнює 5170 мм, ширина — 1900, а висота — 1500 мм. А це якраз щось середнє між моделями DTS і STS.

## Двигуни
- 2.0 л LTG I4 269 к.с.
- 3.6 л LFX V6 305 к.с.
- 3.6 л LF3 V6 410 к.с.

## Продажі
| Рік  | США    | Китай  | Світ   |
| ---- | ------ | ------ | ------ |
| 2012 | 15,049 |        |        |
| 2013 | 32,559 | 14,683 |        |
| 2014 | 24,335 |        | 54,464 |
| 2015 | 23,112 | 22,285 | 48,851 |
| 2016 | 22,171 | 28,335 |        |
| 2017 | 16,275 | 41,645 |        |
| 2018 | 17,727 |        |        |